# Pseudophysocephala constricta
Pseudophysocephala constricta är en tvåvingeart som först beskrevs av Krober 1915.  Pseudophysocephala constricta ingår i släktet Pseudophysocephala och familjen stekelflugor. Inga underarter finns listade i Catalogue of Life.